# Ilze Burkovska-Jacobsen
Ilze Burkovska-Jacobsen (auch Ilze Burkovska Jacobsen; * 13. Dezember 1971 in Lettland, Sowjetunion) ist eine lettische Filmregisseurin und Journalistin, die seit 1990 in Norwegen lebt und arbeitet.

## Leben und Schaffen
Ilze Burkovska verlebte die ersten Jahre ihrer Kindheit auf dem Bauernhof ihrer Großeltern mütterlicherseits. Als
ihr Vater Kārlis Burkovskis zum Vorsitzenden eines sowjetlettischen Exekutivkomitees berufen wurde, zog die Familie in die kleine Kreisstadt Alsunga. Neben seiner Tätigkeit studierte der Vater Journalismus, kam jedoch ein halbes Jahr vor Abschluss des Studiums bei einem Autounfall ums Leben; kurz darauf zog Ilzes Mutter mit ihren beiden Töchtern nach Saldus, wo sie eine Arbeitsstelle bekommen hatte.
Gewissermaßen um den Traum des Vaters zu verwirklichen, fasste auch Ilze eine Karriere als Journalistin ins Auge und veröffentlichte als Schülerin zwischen März 1985 und Oktober 1986 mehrere Beiträge für die Zeitschrift Pionieris (Der Pionier), um sich mit dem Material später um einen Journalismus-Studienplatz bewerben zu können. 1987 und 1988 erschienen einzelne Artikel bereits in den Rajon-Zeitschriften von Saldus und Kuldīga sowie in der republikweit erscheinenden Jugend-Tageszeitung Padomju Jaunatne (Sowjetjugend).
1990 ging sie nach Norwegen, um Fernsehregie an der Hochschule Lillehammer zu studieren; im Dezember 1990 erschien ein Artikel von ihr in der exillettischen Zeitung Brīvā Latvija (Das freie Lettland). Von März 1994 bis September 1995 war sie Norwegen-Korrespondentin der Tageszeitung Neatkarīgā Cīņa, im Oktober 1995 wechselte sie zur konkurrierenden Tageszeitung Diena.
Mit ihrem Kommilitonen und späteren Ehemann Trond Jacobsen gründete sie die Filmproduktionsfirma „Bivrost Film & TV“, die in erster Linie Dokumentarfilme und -serien für Kinder produziert. Bereits ihr Debütfilm, der Dokumentarfilm Klases bilde / Klassebildet (Klassenfoto, 2001), fand internationale Beachtung; Bekons, sviests un mana mamma (Bacon, Butter und meine Mama; internationaler Verleihtitel: My Mother’s Farm / Der Bauernhof meiner Mutter, 2008) wurde u. a. auf dem International Documentary Film Festival Amsterdam gezeigt und mehrfach als bester Dokumentarfilm ausgezeichnet. Der Film ist eine Hommage an die Mutter der Regisseurin, Tāle Kalna, und deren Leben auf einem kleinen Bauernhof – dem ersten unabhängigen und von einer Privatperson in Eigenregie verwalteten landwirtschaftlichen Betrieb in Sowjetlettland.
Nach neunjähriger Entstehungszeit erschien im Sommer 2020 Ilze Burkovska-Jacobsens erster Langfilm Mans mīļākais karš / My Favorite War (Mein Lieblingskrieg), eine mit Archivaufnahmen und anderen Realfilmelementen kombinierte animierte Dokumentation über Kindheit und Jugend der Regisseurin in Sowjetlettland während des Kalten Krieges. In einem Interview antwortete sie auf die Frage, weshalb es ihr wichtig sei, diesen Film über eigene Erlebnisse in der Kindheit und während der Schulzeit zu drehen:

„Indem ich außerhalb von Lettland lebe, sehe ich, dass man über unsere seltsame Geschichte und Erfahrung erzählen und an sie erinnern muss. Was es beispielsweise bedeutet, ein Doppelleben zu führen. Denn man bringt dir bei, Dievs, svētī Latviju auf dem Klavier zu spielen und sagt danach: Um Gottes willen, das darfst du aber nur zu Hause spielen und sonst nirgends! Uns selber scheint, dass Lettland in der Europäischen Union und in der NATO ist und alle über uns Bescheid wissen, aber so ist es keineswegs. Für viele wird dies eine Gelegenheit sein, etwas mehr über einen nordeuropäischen Staat zu erfahren.“

Und auf die Frage, weshalb der Film Mein Lieblingskrieg heißt:

„Um zu provozieren. […] Aber Liebe für einen Krieg kann ein Mensch überhaupt nicht empfinden, und mit diesem Titel wollte ich unterstreichen, dass unser Sieg mit friedfertigen Instrumenten errungen wurde. Es ist ein Antikriegsfilm.“

„Derartige Geschichten sind vielen Zuschauern in Lettland bekannt, doch Burkovska-Jacobsens Film beschränkt sich nicht allein auf eine Nacherzählung. Mans mīļākais karš hebt mit Hilfe dieser Erinnerungen die Gefährlichkeit der Sowjetunion und ähnlicher totalitärer Regime hervor und stellt sie nicht nur dem Recht auf Selbstverwirklichung gegenüber, sondern auch allem Menschlichen. Genau diese Gegenüberstellung ist ein wertvolles Instrument, damit auch jene Zuschauer die Botschaft von Mans mīļākais karš ‚übersetzen‘ können, denen die Kapitel der Geschichte der betreffenden Ära und Region unbekannt sind.“

Im September 2020 war Ilze Burkovska-Jacobsen Jurymitglied der Sparte „Internationaler Wettbewerb“ des 18. internationalen Festivals für Animationsfilm Fantoche.

### Privates
Ilze Burkovska-Jacobsen und Trond Jacobsen haben zwei erwachsene Kinder. Die Familie lebt seit 1995 in Tønsberg.

## Auszeichnungen
- 2009 Lettischer Nationaler Filmpreis und polnischer „ART of the Document“-Preis 2009 sowie 2010 norwegischer „Gullruten“-Preis für My Mother’s Farm
- 2013, 2014 und 2015 Arbeitsstipendium des norwegischen Kulturrats[7]
- Prix Contrechamp des Festival d’Animation Annecy 2020
- zahlreiche Auszeichnungen von Dokus für Kinder siehe Childrens Series auf bivrostfilm.com